# Hitratunnel
Der Hitratunnel (norwegisch Hitratunnelen) ist ein einröhriger Untersee-Straßentunnel zwischen den Inseln Hemnskjela und Jøsnøya in der Kommune Hitra der Provinz Trøndelag, Norwegen.
Der Tunnel im Verlauf des Fylkesvei  ist Teil der Straßenanbindung der Inseln Hitra und Frøya ans Festland (Fastlandsforbindelsen Hitra—Frøya), zu der auch der Frøyatunnel sowie mehrere Brücken gehören. Mit einer Gesamtlänge von 5645 m unterquert der Hitratunnel das Seegebiet Trondheimsleia. An seiner tiefsten Stelle liegt er ca. 264 m unter Meeresoberfläche.
Mit der Tunneleröffnung im Jahr 1994 wurde die Fährverbindung Sunde–Hemnskjel–Sandstad ersetzt. Bis zur Eröffnung des Eiksundtunnels 2008 war der Hitratunnel der tiefste Straßentunnel der Welt.
Im Tunnel sind zwei stationäre Blitzer zur Geschwindigkeitsüberwachung installiert. Der Tunnel ist für Radfahrer gesperrt.